# Na zapadu
Na zapadu je peti studijski album hrvatske pop skupine Jinx, prvi nakon raspada skupine 2001., te ponovnog okupljanja 2006. godine.

## Podaci
Nakon 6 godina stanke, u svibnju 2007. Jinx izdaju najavni singl Na čemu si ti?, a mjesec dana kasnije i povratnički album. Grupa je za prodaju albuma nagrađena zlatnom pločom.
Album je dosegao prvo mjesto na top listi prodaje u Hrvatskoj.

## Popis pjesama
1. Hodam
2. Na čemu si ti?
3. Logičan dan
4. Na zapadu
5. Pored mene
6. Vremena za sve
7. Šmiramo
8. Tako lako
9. Kako je bilo bez tebe
10. Hodam (Repriza)
11. Zajedno (Tu gdje smo)
12. Požurimo

## Singlovi
- Na čemu si ti? (svibanj 2007.)

## Vanjske poveznice
- Službeni MySpace prostor skupine Jinx